# Departamento Pichi Mahuida
Pichi Mahuida es un departamento ubicado en la provincia de Río Negro (Argentina).

## Población
De acuerdo al Censo 2010, vivían 14.107 personas en todo el departamento.
El censo argentino de 2022 reportó 16 551 habitantes.Esto representó un crecimiento del 17.3%

## Localidades y parajes
- Barrio Esperanza
- Colonia Juliá y Echarren
- Juventud Unida
- Río Colorado
- Pichi Mahuida
- Salto Andersen

Parajes:
- Coronel Eugenio del Busto
- Juan de Garay